# Symphaedra khasiana
Symphaedra khasiana är en fjärilsart som beskrevs av Swinhoe 1893. Symphaedra khasiana ingår i släktet Symphaedra och familjen praktfjärilar. Inga underarter finns listade i Catalogue of Life.